# Basel Ghattas

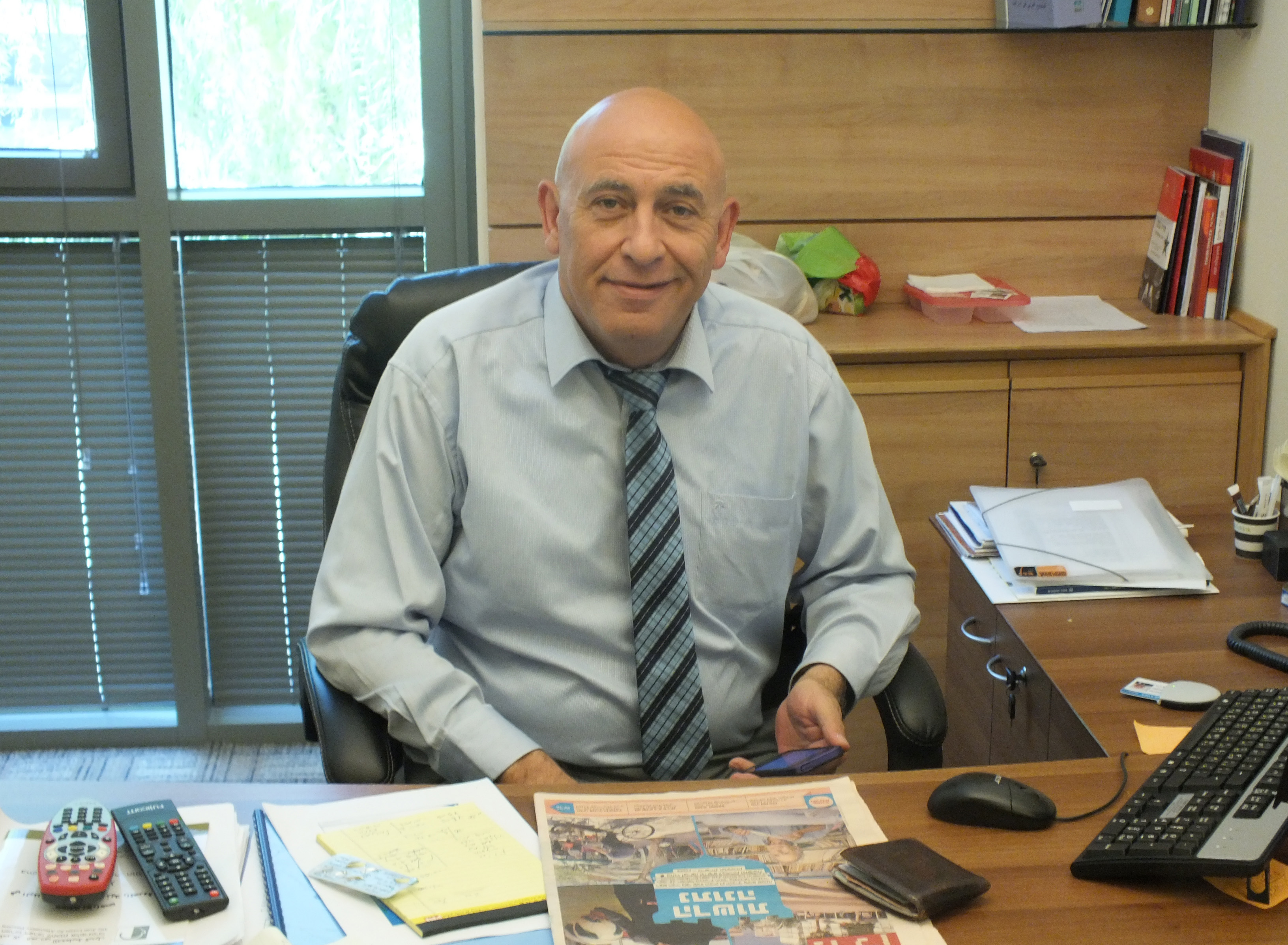
Basel Ghattas, vor 2014

Basel Ghattas (hebräisch באסל גטאס, arabisch باسل غطاس, DMG Bāsil Ġaṭṭās, * 23. März 1956 in Nazareth) ist ein israelischer Politiker der Balad und ist ein christlicher Araber.

## Leben
Ghattas studierte am Technion Ingenieurwesen. Von Februar 2013 bis März 2017 war er Abgeordneter in der Knesset. Ghattas ist verheiratet, hat ein Kind und wohnt in Kfar Rama.
Er beendete am 27. Mai 2019 eine knapp zweijährigen Haft, nachdem ein Gericht ihn 2017 für schuldig befunden hatte, Mobiltelefone für palästinensische Insassen ins Gefängnis geschmuggelt zu haben. Als Parlamentarier musste er sich bei Gefängnisbesuchen keiner Leibesvisitation unterziehen.